# Palavras Ditas
Palavras Ditas foi um programa de televisão em Portugal, apresentado por Mário Viegas, dedicado à poesia.

## Sinopse
A poesia, como todas as expressões artísticas só existem quando alguém a olha, vive e sente como sua.
Quando Mário Viegas interpretava um poema, esta sensação ganhava grande importância.